# Чжао Чжень
Чжао Чжень (спрощ.: 赵祯; кит. трад.: 趙禎; піньїнь: Zhào Zhēn), храмове ім'я Женьцзун (кит.: 仁宗; піньїнь: Rénzōng; 30 травня 1010 —30 квітня 1063) — четвертий імператор династії Сун.

## Життєпис
Походив з імператорського роду Чжао. Був шостим сином Чжао Хена. Про молоді роки його відомо мало. 1015 року він отримав титул князя, а 1017 — Шоучун-ґуна. 1018 року Чжао Чжень був оголошений спадкоємцем престолу. Після смерті батька 1022 року Чжао Чжень став новим імператором.
З огляду на малолітство Женьцзуна спочатку регенткою при ньому була його мати Лі Ченфей. Вона здебільшого намагалась продовжувати політику Чжао Хена. Передусім опікувалась внутрішніми справами. Внаслідок щорічних великих сплат киданям економічний стан держави почав погіршуватись. З метою виправлення ситуації паралельно з обігом металевих грошей 1024 року було введено в обіг гроші паперові.
Після смерті матері 1032 року Чжао Чжень узяв владу до своїх рук. Від того моменту спостерігалась тенденція переваги серед чиновників вихідців з південних префектур.
Особливу увагу імператор приділяв стосункам з державами Ляо та Західна Ся. Продовжуючи політику попередника щодо відмови від активної зовнішньої політики та вирішення питань за допомогою сплати данини грошима й шовком, водночас Женьцзун намагався зіштовхнути між собою киданів з Ляо й тангутів із Західної Ся. Втім він не мав значних успіхів у тій царині. Навіть навпаки — данина киданям час від часу зростала, що позначилось у свою чергу на збільшенні податків й погіршенні становища селян.
При цьому напади тангутів ставали дедалі більш нахабними. Найбільш відчутним було вторгнення військ Західної Ся 1034 року, коли армія Сун зазнала нищівної поразки при Пінчжоу. Внаслідок цього імператор був змушений поступитись прикордонними землями та сплатити значну данину (130 тисяч рулонів шовку, 52 тисячі унцій срібла, 2 млн кг чаю).
Посилення податкового тиску в зв'язку з постійними сплатами данини киданям й тангутам викликало невдоволення населення. 1043 року на Шаньдунському півострові спалахнуло повстання під проводом Ван Луня, 1047 року — на території сучасної провінції Хебей під проводом Ван Цзе, а 1052 року — в префектурах на території сучасних провінцій Гуансі та Гуандун під проводом Нун Чжігана. Лише 1053 року їх вдалось остаточно придушити.
Спроби вчених-цзіньши вплинути на імператора з метою проведення необхідних економічних, адміністративних і військових реформ не мали жодного результату.
Помер Чжао Чжень 30 квітня 1063 року. Трон після того зайняв Чжао Шу, племінник імператора Женьцзуна, проголошений спадкоємцем ще 1055 року з огляду на відсутність живих синів імператора.

## Девізи правління
- Тяньшен (天聖; «Небесний Святий», 1023—1032)
- Міндао (明道; «Яскраве Мислення», 1032—1033)
- Цзін'ю (景祐; «Шанобливий Захист», 1034—1038)
- Баоюань (寶元; «Коштовна Першість», 1038—1040)
- Кандін (康定; «Мирний Порядок», 1040—1041)
- Цінлі (慶曆; «Святковий Календар», 1041—1048)
- Хуан'ю (皇祐; «Захист Суверенітету», 1049—1053)
- Чжіхе (至和; «Екстремальний Мир», 1054—1056)
- Цзяю (嘉祐; «Похвальний Захист», 1056—1063)